# Leptopogon taczanowskii
El orejero inca o mosquerito inca (en Perú) (Leptopogon rufipectus), es una especie de ave paseriforme de la familia Tyrannidae perteneciente al género Leptopogon. Es endémico de regiones andinas en Perú.

## Distribución yhábitat
Se distribuye al este de los Andes en Perú, desde Amazonas y San Martín hacia el sur hasta Cuzco.
Esta especie es considerada poco común en su hábitat natural: el sotobosque de bosques montanos, principalmente entre los 1700 y los 2700 m de altitud.

## Estado de conservación
El orejero inca ha sido calificado como casi amenazado por la Unión Internacional para la Conservación de la Naturaleza (IUCN) debido a que, con base en modelos de deforestación, y dada su susceptibilidad a la fragmentación de su hábitat, se presume que su población, todavía no cuantificada, irá a declinar entre 25 y 30% a lo largo de las próximas tres generaciones.

## Sistemática

### Descripción original
La especie L. taczanowskii fue descrita por primera vez por el ornitólogo austríaco Carl Eduard Hellmayr en 1817 bajo el mismo nombre científico; su localidad tipo es: «Maraynioc, Perú».

### Etimología
El nombre genérico masculino «Leptopogon» se compone de las palabras del griego «leptos» que significa ‘fino, esbelto’, y « pōgōn,  pōgōnos» que significa ‘barba, vibrisas’; y el nombre de la especie «taczanowskii» conmemora al ornitólogo polaco Władysław Taczanowski (1819–1890).

### Taxonomía
Es monotípica.